# Список дворянских родов России, утративших княжеский титул
Список дворянских родов Российской империи, утративших княжеский титул — в список включены дворянские роды, происходящие по прямой мужской линии от Рюрика, но утратившие в различное время княжеский титул.

## Причина утраты княжеского титула
Причина утраты княжеского титула до сих пор не исследована. Е. П. Карнович в 1886 году указывал: 

Нельзя сказать с достоверностью о причинах, заставивших бывших некогда князей отказаться от их титула, но так как представители этих родов в XVI и XVII веках не занимали никаких видных служебных мест ни при дворе, ни в войске, то надобно полагать, что они, как говорилось в старину, захудали, а так как княжеский титул в ту пору не давал никаких особых прав, то он и казался излишним. Только о Сатиных, потомках князей Козельских, в одном старинном родословце упоминается, что они «сложили с себя княжение», но при этом о причинах такого поступка ничего не упоминается.— 

## Утрата княжеского титула в XIX веке
В восстании декабристов 1825 году участвовали, а затем были привлечены к суду несколько представителей княжеских родов (князья А. П. Барятинский, С. Г. Волконский, В. М. Голицын (Гедиминович), Е. П. Оболенский, А. И. Одоевский, С. П. Трубецкой (Гедиминович), Ф. П. Шаховский и Д. А. Щепин-Ростовский). Все они были лишены 10 июля 1826 года княжеского титула и дворянского достоинства. Отбыв наказание, В. М. Голицын смог выслужить к 1837 году личное дворянство. По амнистии императора Александра II от 26 августа 1856 года, все декабристы — бывшие князья, оставшиеся к тому времени в живых, были восстановлены в правах потомственного дворянства, но без княжеского титула, а В. М. Голицыну и его детям был возвращён и княжеский титул. Спустя несколько дней, детям Волконского, Оболенского и Трубецкого, родившимся после их осуждения, княжеский титул был дарован указом 30 августа 1856 года. Таким образом, возникшие тем самым дворянские роды угасли со смертью их родоначальников — бывших князей-декабристов (Волконского (28 ноября (10 декабря) 1865), Оболенского (26 февраля (10 марта) 1865), Трубецкого (22 ноября (4 декабря) 1860) и Щепина-Ростовского (2 (14) октября 1859).
Указом Правительствующего сената от 05 июля 1861 года, за отказ вернуться в Россию, князь Петр Владимирович Долгоруков лишён княжеского титула и всех прав состояния.

## Восстановление утраченного титула
Как указывал в конце XIX века Е. П. Карнович, за исключением возвращения княжеского достоинства детям декабристов — бывших князей «восстановление утраченных княжеских титулов» в Российской Империи «не было в обычае… Впрочем, и попыток к такому восстановлению… в былое время не делалось». Позднее Лукомские, в частности, пытались восстановить утраченный княжеский титул, но 20 мая 1910 года официально им в этом было отказано.

## Геральдическое отличие
«Император Павел, при составлении „Общего Гербовника“, положительно высказался против таких восстановлений и приказал: „для ознаменования тех дворянских фамилий, кои действительно происходят от родов княжеских, хотя сего титула и не имеют, оставляют в гербах их корону и мантию“. К таким принадлежат, например, роды: Ржевских, Всеволожских, Татищевых и многие другие».
Указанное отличие получили, в частности: 
- Аладьины (ОГ 5-13),
- Березины (ОГ 2-20),
- Всеволожские (ОГ 2-19),
- Денисьевы (ОГ 4-136),
- Дмитриевы (ОГ 10-23),
- Еропкины (ОГ 2-18),
- Ильины (ОГ 8-8),
- Карповы (ОГ 5-12),
- Ляпуновы (ОГ 4-16),
- Ржевские (ОГ 1-37),
- Сонцовы (ОГ 5-14),
- Татищевы (ОГ 2-17 (дворянский герб) и ОГ 7-5 (графский герб)) и
- Телепневы (ОГ 5-11)[комм 4].

Такое же отличие получили в дипломном гербе в начале XX века Рубцы-Массальские.
Однако, если одна из ветвей рода Карповых получила это отличие (ОГ 5-12), то другая (потомство Афанасия Карпова) — нет (ОГ 9-48). Не имели указанных отличий: 
- Дмитриевы (ОГ 4-17),
- Дмитриевы-Мамоновы (ОГ 2-21 и ОГ I-30 (дворянский и графский гербы)),
- Карповы (потомство Афанасия Карпова) (ОГ 9-48),
- Лукомские (ОГ 9-38),
- Скрябины (ОГ 13-138)[5] и
- Сатины (ОГ 6-5)[комм 5].

Дворяне Травины, имевшие дипломный герб 25 ноября 1751 года, внесённый позднее в неофициальный т. н. Лейб-кампанский гербовник, также не получили указанного отличия. Многие роды не имели гербов, внесённых в «Общий Гербовник».

## Алфавитный список

### А
- Агреневы
- Аладьины (Оладьины)

### Б
- Бахтеяровы
- Безносовы
- Березины
- Бокеевы (Бакеевы)
- Булгаковы
- Бунаковы
- Бурухины
- Бычковы

### В
- Вельяминовы
- Внуковы
- Всеволожи
- Всеволожские
- Всеволожские-Заболоцкие
- Выборовы

### Г
- Губастые (Губастовы)

### Д
- Даниловы
- Денисьевы
- Дмитриевы
- Дмитриевы-Мамоновы (дворяне и графы)
- Добрынские
- Дровнины

### Е
- Еропкины

### Ж
- Жижемские
- Жулебины

### З
- Заболоцкие
- Заболоцкие-Бражниковы
- Заболоцкие-Лапины
- Заболоцкие-Шапкины
- Замятины
- Злобины

### И
- Ивановы
- Ивины
- Измайловы
- Ильины

### К
- Карповы-Далматовы (Карповы, Долматовы-Карповы)
- Кислеевские
- Кнутовы
- Коробьины
- Курцовы

### Л
- Лузины
- Лукомские
- Лыковы
- Львовы
- Ляпуновы

### М
- Мамоновы
- Молодые
- Монастыревы
- Мусоргские (Мусогорские)
- Мухины

### Н
- Назаровы
- Нетшины

### О
- Овцыны
- Огинские
- Осинины
- Осокины
- Охлябинины

### П
- Писемские
- Плотовы
- Полевы
- Порошины
- Пырьевы

### Р
- Ржевские
- Рожественские
- Рубцы-Массальские

### С
- Сапоговы
- Сатины
- Скрябины[7][8][9]
- Соломины
- Сонцовы
- Судаковы (Судоковы)

### Т
- Татищевы (дворяне и графы)
- Телепневы
- Толбузины
- Травины

### У
- Угримовы
- Услюмовы
- Ушаковы

### Ф
- Фёдоровы
- Фуниковы

### Х
- Ходыревы

### Ц
- Цыплятевы

### Ч
- Червлёные-Заболоцкие
- Чертенковы

### Ш
- Шонуровы
- Шукаловские

### Я
- Яновы

## Комментарии
1. ↑  Роды, произошедшие от Рюрика по женской линии, в список не включены.
2. ↑  А. П. Барятинский (1798—1844), А. И. Одоевский (1802—1839) и Ф. П. Шаховский (1796—1829) умерли до амнистии 1856 года.
3. ↑  Барятинский, Одоевский и Щепин-Ростовский потомства не оставили. Дети Шаховского, родившиеся или зачатые до осуждения их отца, княжеский титул не утрачивали.
4. ↑  Такое же отличие имели в своём гербе и дворяне Подбереские (ОГ 13-24), однако в их гербе оно означало происхождение от князей Друцких-Подбереских по женской, а не по прямой мужской линии.
5. ↑  В неофициальном Гербовнике Дурасова гербы Дмитриевых, Дмитриевых-Мамоновых (дворянский и графский) и Сатиных (также как и гербы Аладьиных, Березиных, Еропкиных, Ильиных, Карповых-Далматовых, Ляпуновых, Ржевских, Солнцовых (sic!) и Татищевых (дворянский и графский), также включённые в этот гербовник) изображены с княжеской мантией и княжеской шапкой.